# Seznam botanických zahrad v Česku
 Seznam botanických zahrad v Česku zahrnuje i arboreta a je řazený abecedně podle města (obce). Větší část je začleněna do Unie botanických zahrad České republiky, mnohé jsou součástí odborných středních škol.

## Seznam zahrad a arboret
- Bečov nad Teplou – Bečovská botanická zahrada, spravuje ZO ČSOP Berkut
- Benešov – Školní botanická zahrada Benešov, spravuje Vyšší odborná škola a Střední zemědělská škola v Benešově
- Bílá Lhota – Arboretum Bílá Lhota, pod Vlastivědným muzeem Olomouc
- Borotín – Arboretum Borotín
- Boskovice – Arboretum Šmelcovna
- Brno – Botanická zahrada a arboretum Mendelovy zemědělské a lesnické univerzity v Brně[1]
- Brno – Botanická zahrada Přírodovědecké fakulty Masarykovy univerzity v Brně[2]
- Brno – Centrum léčivých rostlin Lékařské fakulty Masarykovy univerzity v Brně
- Březová-Oleško - Japonská zahrada Oleško[3]
- Dalovice – Botanická zahrada při Střední zemědělské škole Dalovice
- Děčín, část Libverda – Botanická zahrada Děčín-Libverda, spravuje  Střední škola zahradnická a zemědělská A. E. Komerse[4]
- Děčín, část Libverda – Arboretum Děčín-Libverda
- Dubiny – Soukromá botanická zahrada v Dubinách[3]
- Hejnice, část Ferdinandov – Arboretum Josefa Eberta
- Hradec Králové – Botanická zahrada léčivých rostlin Farmaceutické fakulty UK[5]
- Hranice – Arboretum Střední lesnické školy v Hranicích
- Hrubá Skála – Arboretum Bukovina
- Chudenice – Americká zahrada
- Jablunkov – Park plicního sanatoria v Jablunkově, Odborný léčebný ústav tuberkulózy a respiračních nemocí
- Kostelec nad Černými lesy – Arboretum Kostelec nad Černými lesy,[6] Česká zemědělská univerzita v Praze
- Košumberk – Hamzův park a arboretum[7]
- Křtiny – Arboretum Křtiny
- Liberec – Botanická zahrada Liberec
- Mělník – Botanická zahrada při Vyšší odborné škole zahradnické a Střední zahradnické škole Mělník
- Nové Město na Moravě – Městské arboretum v Novém Městě na Moravě[8]
- Olomouc – Botanická zahrada Univerzity Palackého[9]
- Olomouc – Botanická zahrada Výstaviště Flora Olomouc
- Ondřejov – Hvězdárna a arboretum Ondřejov
- Opava – Arboretum Nový Dvůr, Slezské zemské muzeum[10]
- Ostrava – Botanická zahrada Přírodovědecké fakulty Ostravské univerzity[11]
- Ostrava – Zoologická zahrada Ostrava
- Ostrov – Botanická zahrada a arboretum Horní Hrad
- Paseka – Arboretum Makču Pikču
- Písek – Arboretum Lesnické školy v Písku
- Plzeň – Zoologická a botanická zahrada města Plzně
- Plzeň – Arboretum Sofronka,[12] VÚLHM, Plzeň
- Praha – Botanická zahrada hl. m. Prahy
- Praha – Královská obora
- Praha – Botanická zahrada Univerzity Karlovy, Přírodovědecká fakulta
- Praha – Botanická zahrada SOŠ, SOU, OU a Učiliště, Praha 9-Malešice
- Praha – Botanická zahrada Fakulty tropického zemědělství v Praze, Česká zemědělská univerzita, Praha 6-Suchdol
- Prostějov – Botanická zahrada Petra Albrechta
- Průhonice – Průhonická botanická zahrada na Chotobuzi, Botanický ústav AV ČR[13]
- Průhonice – Dendrologická zahrada Průhonice, Výzkumný ústav Silva Taroucy pro krajinu a okrasné zahradnictví[14]
- Rakovník – Botanická zahrada Střední zemědělské školy Rakovník[15]
- Řícmanice – Arboretum Řícmanice
- Semetín - Arboretum Semetín, Městské lesy Vsetín[3]
- Šluknov – Střední lesnická škola Šluknov,[16] arboretum je na dvou rozdílných místech
- Štramberk – Botanická zahrada a arboretum Štramberk
- Tábor – Botanická zahrada při VOŠ a SZeŠ v Táboře[17]
- Teplice – Botanická zahrada Teplice[18]
- Třeboň – Sbírka vodních a mokřadních rostlin v areálu třeboňského pracoviště Botanického ústavu AV ČR
- Týn nad Vltavou – Přírodovědné muzeum Semenec
- Ústí nad Labem – Naučný botanický park, katedra biologie Přírodovědecké fakulty Univerzity J. E. Purkyně v Ústí nad Labem[19]
- Vrahovice – Arboretum Vrahovice
- Vrchlabí – Genofondová zahrada Správy KRNAP
- Vysoké Chvojno – Arboretum Vysoké Chvojno
- Zákupy – Arboretum Nové Zákupy
- Zlín – Zoologická zahrada Zlín
- Žampach – Arboretum Žampach